# 曲駅
曲駅（まがりえき）は、かつて新潟県西蒲原郡月潟村大字下曲通（現新潟市南区下曲通）にあった新潟交通電車線の駅。

## 駅構造
単式ホーム1面1線の地上駅。無人駅。

## 歴史
- 1934年（昭和9年）10月20日 - 鉄道線白根 - 月潟間に開業。
- 1943年（昭和18年）12月31日 - 新潟電鉄と新潟合同自動車との合併により新潟交通成立、同社の駅となる。
- 1947年（昭和22年） - 乗車券販売の委託が始まる[1]。
- 1983年（昭和58年）4月1日 - 無人駅となる[1]。
- 1999年（平成11年）4月5日 - 新潟交通電車線東関屋 - 月潟間廃線により廃駅となる。

## 駅跡
小さな公園になっている。付近の線路跡は歩道になっている。

## 隣の駅
新潟交通
電車線
千日駅 - 曲駅 - 月潟駅